# Livio Bazzoli
Livio Bazzoli (Merano, 1956 –) olasz nemzetközi labdarúgó-játékvezető. Polgári foglalkozása lekvárgyártó céget irányít.	

## Pályafutása

### Nemzeti játékvezetés
1991-ben lett a Serie A játékvezetője. Az aktív nemzeti játékvezetéstől 2000-ben vonult vissza.

#### Nemzeti kupamérkőzések
Vezetett Kupa-döntők száma: 2.

##### Olasz labdarúgókupa
| Időpont          | Helyszín                        | Mérkőzés típusa | Mérkőzés          | Eredmény |
| ---------------- | ------------------------------- | --------------- | ----------------- | -------- |
| 1988. április 8. | Giuseppe Meazza Stadion, Milánó | döntő           | AC Milan–SS Lazio | 1 : 0    |

##### Olasz labdarúgó-szuperkupa
| Időpont             | Helyszín                | Mérkőzés típusa | Mérkőzés                   | Eredmény | Nézők száma |
| ------------------- | ----------------------- | --------------- | -------------------------- | -------- | ----------- |
| 1997. augusztus 23. | Vicenza Stadion, Torino | döntő           | Juventus FC–Vicenza Calcio | 3 : 0    | 16 157      |

### Nemzetközi játékvezetés
Az Olasz labdarúgó-szövetség Játékvezető Bizottsága (JB) terjesztette fel nemzetközi játékvezetőnek, a Nemzetközi Labdarúgó-szövetség (FIFA) 1996-tól tartotta nyilván bírói keretében. Több nemzetek közötti válogatott és klubmérkőzést vezetett, vagy működő társának 4. bíróként segített. Az olasz nemzetközi játékvezetők rangsorában, a világbajnokság-Európa-bajnokság sorrendjében többedmagával a 36. helyet foglalja el 2 találkozó szolgálatával. Az aktív nemzetközi játékvezetéstől 2000-ben térdsérülés miatt búcsúzott. Válogatott mérkőzéseinek száma: 4.

#### Labdarúgó-Európa-bajnokság
Az európai-labdarúgó torna döntőjéhez vezető úton Belgiumba és Hollandiába a XI., a 2000-es labdarúgó-Európa-bajnokságra az UEFA JB játékvezetőként foglalkoztatta.

##### 2000-es labdarúgó-Európa-bajnokság

###### Selejtező mérkőzés
| Időpont           | Helyszín                    | Mérkőzés típusa           | Mérkőzés         | Eredmény | Nézők száma |
| ----------------- | --------------------------- | ------------------------- | ---------------- | -------- | ----------- |
| 1999. június 5.   | Qemal Stafa Stadion, Tirana | előselejtező (2. csoport) | Albánia–Norvégia | 1 : 2    | 12 000      |
| 1999. október 10. | Ernst Happel Stadion, Bécs  | előselejtező (6. csoport) | Ausztria–Ciprus  | 3 : 1    | 10 000      |